# Lyn Breuer
Hon. Lynette „Lyn“ Ruth Breuer, OAM (* 28. März 1951) ist eine australische Politikerin der Australian Labor Party (ALP), die zwischen 1997 und 2014 Mitglied des South Australian House of Assembly sowie von 2010 bis 2013 dessen Sprecherin war. Sie war damit die erste und bislang einzige Frau, die das Amt als Speaker bekleidete.

## Leben
Lynette „Lyn“ Ruth Breuer war als Dozentin für Frauenstudien und Berufsbildung am Spencer Institute tätig, einer Fort- und Weiterbildungseinrichtung von TAFE South Australia (Technical and Further Education). Ihr politisches Engagement für die Labor Party begann sie in der Kommunalpolitik in Whyalla City und war zwischen 1991 und 1997 erstmals Mitglied des Stadtrates sowie in dieser Zeit 1994 auch kurzzeitig stellvertretende Bürgermeisterin. Des Weiteren war sie sechs Jahre lang Junior-Vizepräsidentin der ALP sowie zehn Jahre lang Mitglied des Exekutivvorstands der Labor Party von South Australia. 
Bei der Wahl am 11. Oktober 1997 wurde sie für die Labor Party als Nachfolgerin ihres Parteifreundes Frank Blevins im Wahlkreis Giles erstmals zum Mitglied des South Australian House of Assembly gewählt, des Unterhauses des Parlaments von South Australia, und vertrat diesen Wahlkreis bis zu ihrem Verzicht auf eine erneute Kandidatur bei der Wahl am 15. März 2014, woraufhin ihr Parteifreund Eddie Hughes diesen Wahlkreis übernahm. Während ihrer Parlamentszugehörigkeit war sie Mitglied verschiedener Ständiger Ausschüsse und Sonderausschüsse der Legislativversammlung und fungierte unter anderem zwischen dem 8. Mai 2002 und dem 5. Mai 2010 mit einer kurzen Unterbrechung als Mitglied des Ausschusses für Umwelt, Ressourcen und Entwicklung sowie vom 22. Oktober 2003 bis zum 5. Mai 2010 des Ständigen parlamentarischen Ausschusses für die Ländereien der Aborigines. Sie war zudem in der 51. Legislaturperiode zwischen dem 24. März 2009 und dem 5. Mai 2010 noch Mitglied des Ausschusses für Veröffentlichungen. 
Auf der konstituierenden Sitzung der 52. Legislaturperiode wurde Lyn Breuer am 6. Mai 2010 als Nachfolgerin ihres Parteifreundes Jack Snelling als Speaker zum Sprecher des House of Assembly gewählt und bekleidete das Amt des Parlamentspräsidenten auch in der 53. Legislaturperiode bis zum 5. Februar 2013, woraufhin ihr Parteifreund Michael Atkinson dieses Amt übernahm. Sie war damit die erste und bislang einzige Frau, die das Amt als Speaker bekleidete. Zugleich war sie vom 6. Mai 2010 bis zum 5. Februar 2013 kraft Amtes Mitglied des Mitglied des Gemeinsamen Ausschusses für parlamentarische Dienste sowie des Geschäftsordnungsausschusses. Nach Beendigung ihrer Sprecherin-Tätigkeit war sie zwischen dem 5. Februar 2013 und dem 14. März 2014 Mitglied des Ausschusses für Wirtschaft und Finanzen und noch einmal Mitglied des Ständigen parlamentarischen Ausschusses für die Ländereien der Aborigines.
Lyn Breuer fungierte zwischen 2016 und 2018 noch einmal als Mitglied des Stadtrates sowie zugleich auch als Bürgermeisterin von Whyalla City. Für ihre Verdienste im Parlament von Südaustralien und in der Kommunalpolitik wurde ihr am 7. Juni 2020 die Medaille des Order of Australia (OAM) verliehen.

## Weblink
- Hon Lyn Breuer OAM. In: Parlament von South Australia. Abgerufen am 1. April 2024 (englisch).